# Pitzbach (Hühnerbach)
Der Pitzbach ist ein ganzjähriges Fließgewässer im Karwendel in Tirol.
Er entsteht beim Rosskopf und fließt in weitgehend nordwärtiger Richtung, bis er von rechts in den Hühnersbach mündet. Im Pitzbach kann Canyoning betrieben werden.